# Adrione di Alessandria
Adrione (... – ...) è un santo di Alessandria d'Egitto, venerato come martire da tutte le Chiese cristiane che ammettono il culto dei santi.

## Biografia e culto
Non si conosce nulla di questo santo, che tuttavia è commemorato al 17 maggio nell'antico Martirologio geronimiano del V secolo come martire di Alessandria. Incerta è l'epoca del suo martirio, collocato o all'epoca dell'imperatore Decio (249-251) o a quella di Diocleziano (284-305). Il suo culto era diffuso nell'impero bizantino e a lui era dedicata una chiesa a Costantinopoli.
Per un'errata lettura del Martirologio geronimiano, Cesare Baronio inserì la sua memoria nel Martirologio Romano assieme a quella di altri martiri, Vittore e Basilla. In realtà, Vittore è un martire di Roma, sepolto nella catacomba di Sant'Ermete, detta anche catacomba di Bassilla.
Il Martirologio Romano rivisto e corretto dopo il Concilio Vaticano II ha separato la memoria dei due santi Adrione e Vittore, commemorati lo stesso giorno. Adrione è ricordato con queste poche parole:
(Martirologio Romano. Riformato a norma dei decreti del Concilio ecumenico Vaticano II e promulgato da papa Giovanni Paolo II, Città del Vaticano, 2004, p. 403)